# Jägermeister
Jägermeister es un licor de hierbas endulzado, pero con un toque amargo, el cual tiene 35 % de contenido alcohólico.  Es muy popular en baja sajonia en la ciudad de Wolfenbüttel (Alemania). En esta ciudad se encuentra la raíz de la empresa que la comercializa: Mast-Jägermeister SE. En Sajonia, así como en Wittmar (Baja Sajonia), existen dos de las instalaciones principales. La receta secreta de este licor alemán, denominado Jägermeister (en alemán: "guarda de caza"; literalmente: maestro de caza), se prepara con 56 hierbas diferentes.
La popularidad de esta bebida ha tenido tanta fuerza que a finales de los años 1990 llegó hasta la clase media de los Estados Unidos. Inclusive es común encontrar cócteles hechos a base de este licor; entre ellos figura el Jägerbomb. Puede mezclarse con bebidas energizantes, tales como el Red Bull (conocida como JägerBomb - Perla Negra) u otros como el RipperMeister mezclado con Monster Energy Ripper (que contiene 50 % de zumo tropical). Sin embargo, según la página oficial, su elaboración ha sido pensada para un consumo sin mezcla alguna.

## Historia
El término Jägermeister  fue introducido en 1934 en la nueva Reichsjagdgesetz (Ley de cacería del Reich), y se aplicó a los funcionarios forestales y guardabosques en la administración pública alemana. Así, cuando el licor fue introducido en 1935, el nombre ya era familiar para los alemanes. Curt Mast, el inventor y destilador original de Jägermeister, era un cazador entusiasta.
Traducido literalmente, Jägermeister significa "maestro de cazadores", que combina Jäger (cazador) y Meister (maestro, en el sentido de un profesional experto). Una traducción libre sería “supervisor de caza o guardabosques”. Es por esto que en su etiqueta aparece una cruz sobre un ciervo, que evoca la visión de San Huberto, obispo de Lieja, que era cazador de ciervos y es patrono de los cazadores.
En Alemania, a menudo es llamado de forma cómica Leberkleister ("pegamento hepático o de hígado", siendo Leber hígado y Kleister un engrudo). El humor juega con el hecho de que Leberkleister es una rima exacta de Jägermeister. Un anuncio satírico conteniendo esa referencia apareció en la contraportada del número 70 de la edición alemana de la revista MAD en febrero de 1975, bajo la rúbrica "Anuncios que nos gustaría ver".
Adicionalmente, Jägermeister fue la primera marca en ser publicitada en la camiseta de un equipo de fútbol, tanto en Alemania como en el resto del mundo. En 1973, el Eintracht Braunschweig alemán introdujo esta novedad y fue imitado por otros equipos de la Bundesliga.

## Composición
El Jägermeister incluye entre su lista de 56 ingredientes varias frutas, especias y raíces orientales, como regaliz, anís y jengibre, así como bayas de enebro. Estos componentes se muelen y maceran en agua y alcohol durante 2 o 3 días; esta mezcla después se filtra y se almacena en una barrica de roble durante un año. Pasado este tiempo, se filtra otra vez, se mezcla con azúcar, caramelo y agua, se filtra el licor de nuevo y se embotella.